# راندال إل. توبياس
راندال إل. توبياس (بالإنجليزية: Randall L. Tobias)‏ هو دبلوماسي أمريكي، ولد في 20 مارس 1942.

## وصلات خارجية
- راندال إل. توبياس على موقع إن إن دي بي (الإنجليزية)